# Samaveda
De Samaveda (Devanagari: सामवेद, Sanskriet: sāmaveda, van sāman, lied en veda, kennis) is de Veda van melodieën en chants. Het bestaat vooral uit verzen uit de Rigveda die op muziek zijn gezet. Deze werden gezongen door een zanger, de udgatar. Dit was belangrijk, aangezien de Veda's een orale traditie zijn. Er zijn drie recensies of shakha's overgeleverd, Kauthuma, Ranayaniya en Jaiminiya of Talavakara. De samhita wordt niet lang na die van de Rigveda gedateerd.
De samhita is door elke recensie aangevuld met brahmana's en upanishads. De recensies Ranayaniya - Kauthuma kennen de Pancavimsa-Brahmana en de Sadvimsa-Brahmana, de Chandogya-Upanishad en ook de Latyayana-Srautasoetra en Drahyayana-Srautasoetra worden hier wel toe gerekend.

De recensie Jaiminiya kent de Jaiminiya-Brahmana, de Kena-Upanishad, de Jaiminiya-Upanishad-Brahmana en de Jaiminiya-Srautasoetra.